# Józef Ziemiański (1895–1916)
Józef Bolesław Ziemiański ps. „Karol Kruk” (ur. 6 października 1895 w Kołomyji, zm. 3 sierpnia 1916 pod Rudką Miryńską) – kanonier Legionów Polskich, kawaler Orderu Virtuti Militari

## Życiorys
Urodził się 6 października 1895 w Kołomyji, w rodzinie Stanisława i Agnieszki z  Czerniatowiczów. Uczęszczał w Kołomyji do gimnazjum w którym ukończył sześć klas. W rodzinnym mieście od 1913 należał do XXXVIII Polskiej Drużyny Strzeleckiej . Podczas wybuchu I wojny światowej przyjął pseudonim „Karol Kruk” i wyjechał do Krakowa.
Zorganizował grupę strzelców z którą w sierpniu 1914 wstąpił do Legionów Polskich. Został przydzielony do 1 pułku artylerii. Walczył pod Miechowem, a po jej zakończeniu ciężko zachorował. Na leczenie został odesłany do szpitala w Krakowie. Zimą 1915 dostał urlop podczas którego kontynuował naukę, a po jej ukończeniu otrzymał świadectwo dojrzałości. W późniejszym okresie uczestniczył w walkach na Froncie Wołyńskim podczas wojny polsko-ukraińskiej. W sierpniu 1916 podczas trwającej bitwy pod Rudką Miryńską położoną nad Stochódem, kiedy została przerwana linia frontu, umożliwił baterii dalsze ostrzeliwanie pozycji nieprzyjaciela. Wówczas osobiście donosił do dział amunicję pod ogniem ostrzeliwującego polskie pozycje wrogiem. Za czyn ten odznaczony został Krzyżem Srebrnym Orderu Virtuti Militari. Zginął podczas bitwy trafiony odłamkiem pocisku w głowę. Rodziny nie założył.

## Ordery i odznaczenia
- Krzyż Srebrny Orderu Wojskowego Virtuti Militari nr 7687 – pośmiertnie, 17 maja 1922[4][5][6]
- Krzyż Niepodległości – pośmiertnie, 12 maja 1931 „za pracę w dziele odzyskania niepodległości”[7][2]